# El Olimpo
El Olimpo fue un centro clandestino de detención ubicado en el oeste de la ciudad de Buenos Aires, en el barrio de Vélez Sarsfield entre las calles Olivera, Ramón Falcón, Lacarra, Fernández y Rafaela. Si bien el centro sólo funcionó durante cinco meses, de agosto de 1978 a enero de 1979, allí fueron alojados 700 detenidos, de los cuales solo sobrevivieron 50.
Por este centro pasaron personajes reconocidos del país, como Jorge Fontevecchia, fundador de Editorial Perfil.

## Antes del CCD

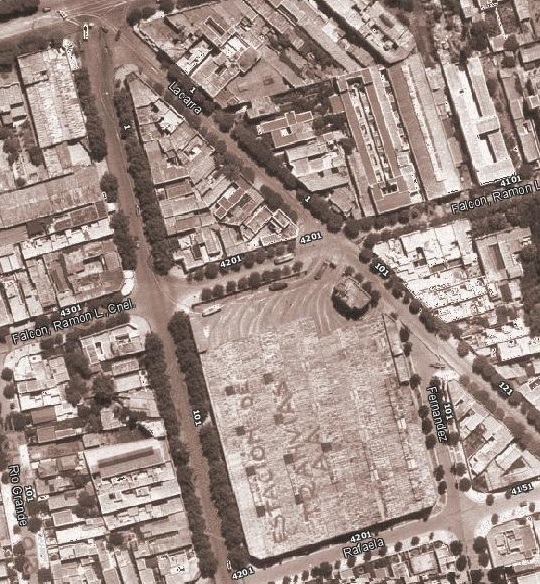
El predio como terminal tranviaria, en 1940.

El edificio fue construido originalmente como estación terminal de las líneas de tranvía que recorrían el trayecto entre el centro de Buenos Aires y el oeste del conurbano. Aquí terminaban su recorrido los tranvías de dos pisos de la Línea 1. Con el retiro definitivo de este medio de transporte, el lugar pasó a albergar una terminal de colectivos hasta ser finalmente expropiado por las Fuerzas Armadas al comenzar la dictadura militar. Legalmente, fue transferido a la División de Automotores de la Policía Federal.

## Durante la dictadura

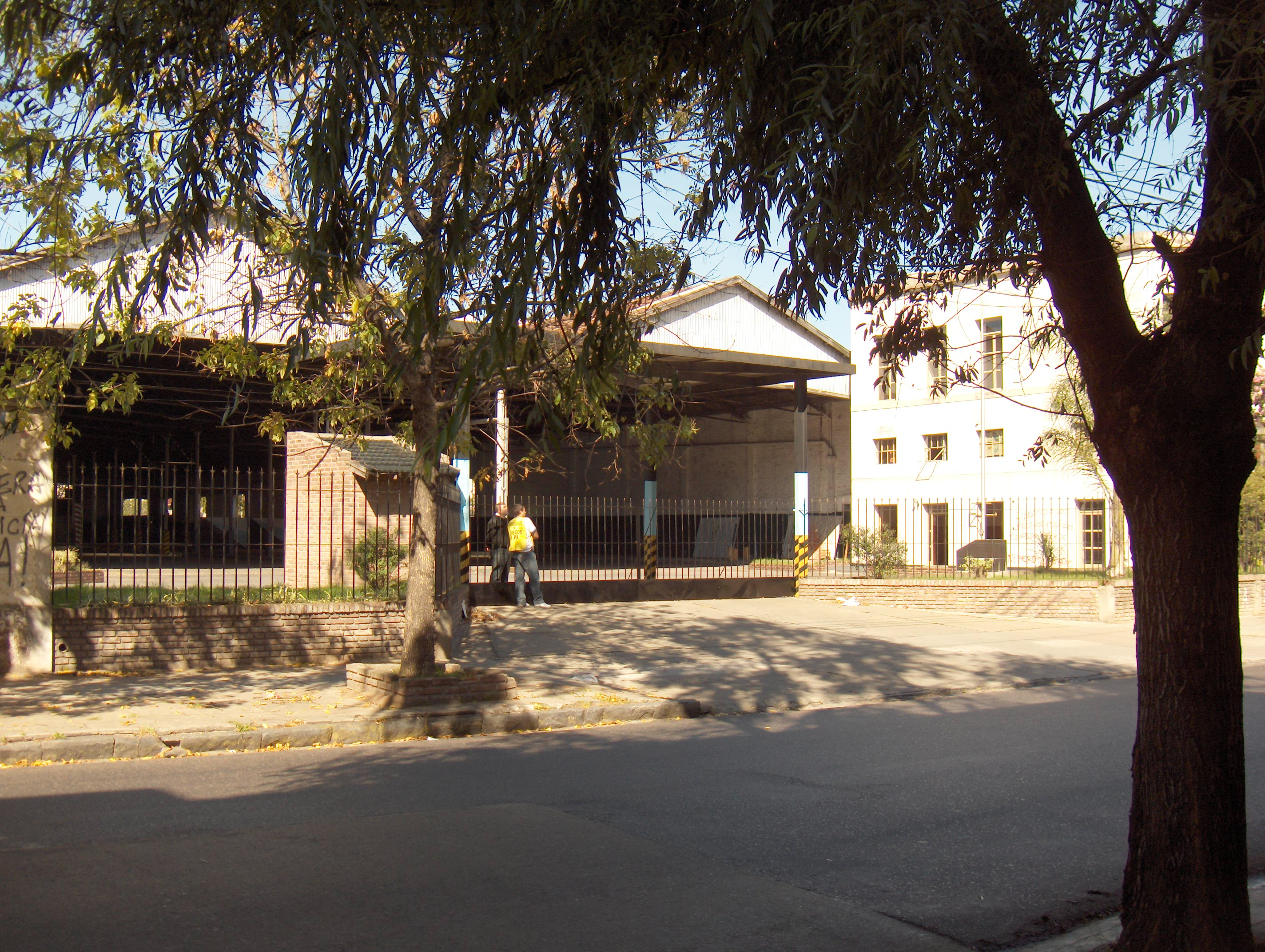
Vista exterior de los galpones de El Olimpo.

Durante los primeros meses de 1978, el viejo galpón comenzó a ser adaptado para ser utilizado como un centro de detención. Personal del Servicio Penitenciario Federal se encargó de construir celdas para alojar a los detenidos, oficinas y salas de tortura. Los galpones fueron vaciados, creando un gran patio interno techado.
El 16 de agosto de ese año comenzaron a trasladarse detenidos de otros centros cercanos a la zona, principalmente desde El Banco. Los detenidos eran secuestrados y transportados hasta el centro con los ojos vendados en vehículos particulares o camiones del Ejército. Si provenían de otro centro, mantenían la letra y el número adjudicado como identificación. La sala de torturas recibía el nombre de «quirófano».
El centro clandestino de detención, tortura y exterminio dependía de Guillermo Suárez Mason, comandante del I Cuerpo de Ejército del Ejército Argentino. Sin embargo, el responsable del campo fue el mayor del Ejército Guillermo Minicucci, y de él dependían también oficiales de la Policía Federal Argentina como Julio Simón (apodado el Turco Julián).

### Estructura
El centro consistía en los galpones vacíos (utilizados de estacionamiento cerrado para descenso y ascenso de los secuestrados), el sector administrativo (comedor, enfermería, cocina, oficinas y una base de inteligencia), las salas de tortura y aislamiento («quirofanos» y tres celdas) y el sector general de celdas (al que solo se podía acceder desde el pasillo administrativo o por una puerta interna del galpón custodiada por un guardia las 24 horas).
La sección de detenidos constaba de cuatro hileras consecutivas de once celdas cada una. En el espacio entre una hilera y la otra había, de izquierda a derecha, un pasillo ciego, uno que desembocaba en las duchas y otro que conectaba con el pasillo de las oficinas administrativas y la sala de torturas.

### Origen del nombre
Tras la refacción de 1978, fue colocado en la puerta de acceso un cartel que decía: 

Bienvenidos al Olimpo de los dioses. Firmado: Los centuriones.

Los torturadores buscaban transmitir el concepto de que, dentro del sitio, ellos eran los dioses que decidían el destino de los detenidos, simples mortales.

## Después de la dictadura
Con la llegada de la democracia el edificio pasó de forma efectiva a la Policía Federal Argentina y comenzó a funcionar como un centro de verificación automotor.
En 1999 se realizó una película con el nombre de Garage Olimpo, dirigida por Marco Bechis. El predio fue declarado sitio histórico mediante la Ley 1197 de la Legislatura de la Ciudad de Buenos Aires, y en junio de 2005 fue traspasado al Gobierno de la Ciudad de Buenos Aires en virtud del acuerdo firmado entre el presidente Néstor Kirchner y el jefe de Gobierno Aníbal Ibarra el 4 de octubre de 2004.